# 吐尔巴克事件
吐尔巴克事件又称吐尔巴克-和加米雅斯暴动。1907年清朝新疆哈密爆发的起义。

## 背景
清朝在新疆的流官哈密厅通判陈天禄和封建制的回王有体制上的矛盾。1907年春三道岭煤矿事故死亡17名矿工，哈密回王沙木胡索特不给补偿。哈密回城维吾尔三兄弟吐尔巴克·拉吉、吐尔巴克·则里甫、吐尔巴克·夏克尔无力缴纳粮税，逃往四堡。在三道岭煤矿一带，他们与农奴矿工相遇，相互表达对回王不满。哈密商人和加米雅斯和杜格买提相互联络，利用伊斯兰教煽动民众反抗回王剥削。

## 过程
吐尔巴克兄弟煽动三百多矿工向回王发出通牒，要求租回王的耕地和煤矿，按期缴税，不无偿劳动；每月只服役三天。要求将条件刻在石碑上立在王府门前由哈密厅作保。起事者增加到了5百多人。和加米雅斯和杜格买提也聚集了一批人，向哈密厅控告，陈天禄表示支持。回王派人捉和加米雅斯等人，造成数百人反抗围攻王府，遭镇压。清廷指派赴新疆途经哈密的甘肃候补道杨增新查办。杨增新调解下回王拟定了《缠民供支回部粮差章程》，减轻奴役。
然而，陈天禄想改变封建领主制，他派毛拉惹吉担任乡约，同和加米雅斯、杜格买提等人要求哈密回王领地改土归流归哈密厅管辖。回王禀告新疆巡抚，巡抚联魁将陈天禄撤职命他到省城查办，跟随陈天禄到省城上告的维吾尔人被逮捕。毛拉惹吉和吐尔巴克汇集上千人围困回城，遭清军镇压，夏克尔等被打死，毛拉惹吉等被捕。

## 处理
新疆巡抚联魁指示哈密地方官员会同回王审讯，并由哈密通判刘润道和巴里坤镇总兵易盛富复审，毛拉惹吉、和加米雅斯、杜格买提被判斩决，拉吉和则里甫也被处死。陳天祿以縱匪殃民革职、永不敘用。並勒令回籍。